# Leucocythere helenae
Leucocythere helenae é uma espécie de crustáceo da família Limnocytheridae.
É endémica da África do Sul.